# Triakisoktaeder

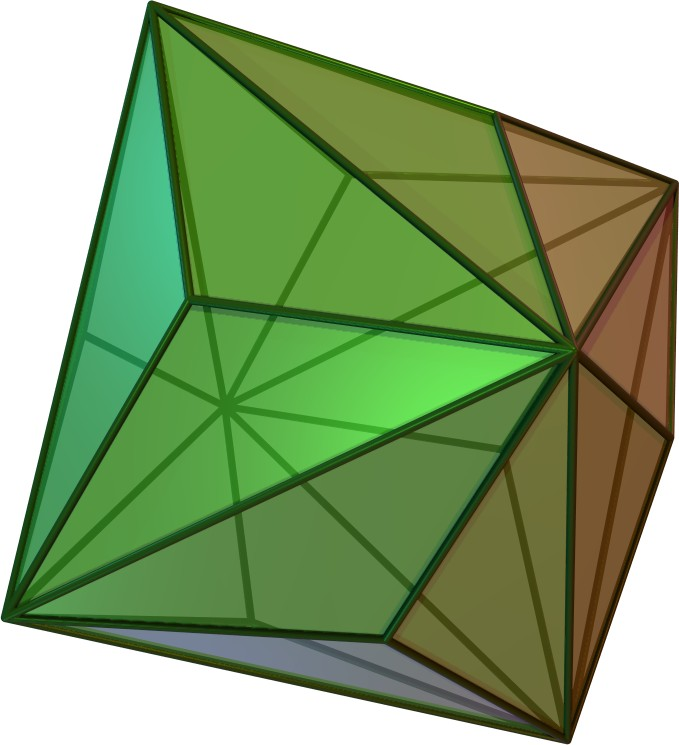
3D-Ansicht eines Triakisoktaeders (Animation)

Das Triakisoktaeder ist ein konvexes Polyeder, das sich aus 24 gleichschenkligen Dreiecken zusammensetzt und zu den Catalanischen Körpern zählt. Es ist der duale Körper zum Hexaederstumpf und hat 14 Ecken sowie 36 Kanten.

## Entstehung
Werden auf die acht Begrenzungsflächen eines Oktaeders (Kantenlänge {\displaystyle a}) Pyramiden mit der Flankenlänge {\displaystyle b} aufgesetzt, entsteht ein Triakisoktaeder, sofern die Bedingung {\displaystyle {\tfrac {a}{3}}{\sqrt {3}}<b<{\tfrac {a}{4}}{\sqrt {6}}} erfüllt ist.
- Für den zuvor genannten minimalen Wert von {\displaystyle b} haben die aufgesetzten Pyramiden die Höhe 0, sodass lediglich das Oktaeder mit der Kantenlänge {\displaystyle a} übrig bleibt.
- Das spezielle Triakisoktaeder mit gleichen Flächenwinkeln entsteht, wenn {\displaystyle b=a\,(2-{\sqrt {2}})} ist.
- Nimmt {\displaystyle b} den o. g. maximalen Wert an, entartet das Triakisoktaeder zu einem Rhombendodekaeder mit der Kantenlänge {\displaystyle b}.
- Überschreitet {\displaystyle b} den maximalen Wert, so ist das Polyeder nicht mehr konvex und entartet schließlich für {\displaystyle b=a} zum Sterntetraeder.

## Formeln
| Größen eines Triakisoktaeders mit Kantenlängen a, b | Größen eines Triakisoktaeders mit Kantenlängen a, b                                                    |
| --------------------------------------------------- | --- |
| Volumen                                             | {\displaystyle V={\frac {a^{2}}{3}}\left(a{\sqrt {2}}+2{\sqrt {3b^{2}-a^{2}}}\right)}                  |
| Oberflächeninhalt                                   | {\displaystyle A_{O}=6a{\sqrt {4b^{2}-a^{2}}}}                                                         |
| Pyramidenhöhe                                       | {\displaystyle k={\frac {1}{3}}{\sqrt {9b^{2}-3a^{2}}}}                                                |
| Inkugelradius                                       | {\displaystyle \rho \,=a\,{\sqrt {\frac {a}{2a+4b}}}}                                                  |
| Flächenwinkel (über Kante a)                        | {\displaystyle \cos \,\alpha _{1}={\frac {12b^{2}-5a^{2}-8a{\sqrt {6b^{2}-2a^{2}}}}{9(4b^{2}-a^{2})}}} |
| Flächenwinkel (über Kante b)                        | {\displaystyle \cos \,\alpha _{2}={\frac {2b^{2}-a^{2}}{4b^{2}-a^{2}}}}                                |

| Größen eines Triakisoktaeders mit Kantenlänge a | Größen eines Triakisoktaeders mit Kantenlänge a                                                             |
| ----------------------------------------------- | --- |
| Volumen                                         | {\displaystyle V=a^{3}(2-{\sqrt {2}})=a^{2}b}                                                               |
| Oberflächeninhalt                               | {\displaystyle A_{O}=6a^{2}{\sqrt {23-16{\sqrt {2}}}}}                                                      |
| Inkugelradius                                   | {\displaystyle \rho =a{\sqrt {\frac {5+2{\sqrt {2}}}{34}}}}                                                 |
| Kantenkugelradius                               | {\displaystyle r={\frac {a}{2}}}                                                                            |
| Flächenwinkel ≈ 147° 21′                        | {\displaystyle \cos \,\alpha =-{\frac {1}{17}}\,(3+8{\sqrt {2}})}                                           |
| Sphärizität ≈ 0,92444                           | {\displaystyle \Psi ={\frac {\sqrt[{3}]{9\,\pi \left(3-2{\sqrt {2}}\right)}}{3{\sqrt {23-16{\sqrt {2}}}}}}} |